# Verekia
Verekia is een geslacht van vliesvleugeligen uit de familie Aphelinidae. De wetenschappelijke naam van dit geslacht is voor het eerst geldig gepubliceerd in 1954 door Risbec.

## Soorten
Het geslacht Verekia is monotypisch en omvat slechts de volgende soort:
- Verekia bruchocida Risbec, 1954